# Partit Avançat de Nigèria
El Partit Avançat de Nigèria (Nigeria Advance Party NAP) fou un partit polític progressista durant la Segona República nigeriana; es va registrar per les eleccions de 1983. Estava dirigit per l'advocat Tunji Braithwaite, conegut per la seva oposició al règim militar i com a advocat; el partit era l'única organització política nova a la que es va permetre presentar candidats de camp a les eleccions de 1983. El partit va estar compost dels intel·lectuals nigerians del sud que afavorien un govern reformista.

## Història
El partit va ser creat el 13 d'octubre de 1978 a Ibadan. Dirigents de partit inicialment van agafar una actitud cautelosa cap a la idea d'educació lliure, però més tard van defensar l'educació universitària lliure i l'educació primària obligatòria es va col·locar com a element alternatiu als vells polítics de la primera república.
En les seves primeres dues dècades, Nigèria va patgir un govern militar la major part del temps. El General Olusegun Obasanjo fou el darrer cap d'estat militar previ a les eleccions de 1979. Tunji Braithwaite wra un prominent advocat de Lagos que va reclamar que tot el potencial de Nigèria podria ser aconseguit amb reformes i especialment a través de l'erradicació de la profunda corrupció existent.
Notables associats de Tunji Braithwaite foren Wole Soyinka, guanyador del premi Nobel de la Pau i el músic Fela Anikulapo Kuti, la mare del qual va ser assassinada per soldats en una batuda sota el Règim Militar d'Obasanjo

## Campanya
El desembre de 1978 tres grups de pressió política es van unir el partit. Eren el sindicat Nigeria Tenants and Labour Congress dirigit per I.H. Igali, el Congrés Social Democràtic de Nigèria dirigit per Balali Dauda, i la Youth Force Alliance, dirigida per Olayinka Olabiwonu. Tanmateix, la seva inscripció va ser refusada dos mesos més tard basat en insuficient suport.

### 1983 Eleccions
El partit, va dirigir per Tunji Braithwaite, era un dels sis que van disputar les Eleccions Presidencials nigerianes de 1983. Shehu Shagari del Partit Nacional de Nigèria va ser reelegit President, amb el 45% per cent de vots. A finals d'any el cop d'estat del general Muhammadu Buhari posava fi a la segona república i retornava a la prohibició de partits.
El 7 de desembre de 2012, el partit fou un dels 28 que van ser desregistrats per l'INEC, abans de les eleccions de 2015.

## Bandera
La bandera del partit era blanca amb el símbol al mig. Aquest símbol consistia en dues mans negres sostenint un globus vermell dins del qual un mapa de Nigèria en blanc.